# NGC 4018
NGC 4018 is een spiraalvormig sterrenstelsel in het sterrenbeeld Hoofdhaar. Het en werd op 26 april 1878 ontdekt door de Deens-Ierse astronoom Johan Dreyer.

## Synoniemen
- UGC 6966
- MCG 4-28-108
- ZWG 127.123
- KUG 1156+255
- IRAS 11561+2535
- PGC 37699